# Pachymelania aurita
Pachymelania aurita е вид коремоного от семейство Thiaridae.

## Разпространение
Видът е разпространен в Ангола (Кабинда), Бенин, Габон, Гамбия, Гана, Гвинея, Гвинея-Бисау, Демократична република Конго, Екваториална Гвинея, Камерун, Кот д'Ивоар, Либерия, Нигерия, Сенегал, Сиера Леоне и Того.